# Fort Armstrong (Illinois)
O Fort Armstrong (1816-1836), foi um forte integrante de uma linha de defesas da fronteira ocidental que os Estados Unidos ergueram após a Guerra de 1812. Estava localizado no sopé da Rock Island, no rio Mississippi, perto das atuais Quad Cities de Illinois e Iowa. Ficava a cinco milhas da vila principal de Sac and Fox em Rock River, Illinois.